# Ruf (nom)
Ruf o Rufus és un nom de fonts masculí que prové del cognomen romà Rufus. Ja era popular entre els primers cristians, com és el cas de Ruf de Roma, i els segles següents hom troba força màrtirs i sants de nom Ruf; actualment al santoral català hi figuren fins a deu Rufs. Actualment, en català és un nom residual, però en el món anglosaxó, la variant anglesa Rufus és força més corrent.

## Onomàstica
- Sant Ruf de Roma o de Tebes, deixeble de Sant Pau: 21 de novembre (a Occident) o 8 d'abril (a Orient).
- Sant Ruf d'Avinyó, primer bisbe d'Avinyó: 14 de novembre.
- Sant Ruf de Tortosa, sant llegendari sorgit de la fusió dels dos anteriors: 21 de novembre.

## Variants en altres llengües
- Llatí: Rufus
- Grec: Ῥοῦφος
- Anglès: Rufus
- Italià: Rufo
- Castellà: Rufo
- Francès: Ruf

## Personatges anomenats
- Ruf d'Avinyó
- Rufus Isaacs
- Rufus Efesi
- Rufus Fest Aviè
- Ruf de Roma
- Rufus Wainwright